# Жеча (Стародубский район)
Жеча — посёлок в Стародубском районе Брянской области России. Входит в Меленское сельское поселение.

## География
Расположен в 15 км к северу от Стародуба, в 15 км к югу от Унечи на реке Жеча.

## История
Жеча упоминается с XVIII в. как владение Скоруп, позднее Сулим. С сер. XIX в. — место нахождения почтовой станции; входила в Лыщичскую волость, позже - в Рюховский и Новосельский (до 2005 г.) сельсоветы.
В 1900 г. XX в. здесь пролегла узкоколейная ж/д линия Унеча-Стародуб, на которой была обустроена станция. Поначалу станция называлась "Водинского" в честь стародубского предпринимателя, который на свои средства проложил узкоколейку.  В 1927 г. узкоколейная линия была "перешита" на широкую колею. А в 1929 г. был запущен в эксплуатацию участок железной дороги Унеча-Хутор-Михайловский и станция, к тому времени носившая то же название, что и посёлок, стала узловой.
В 2005 г. на станции Жеча состоялось открытие современного нефтеналивного терминала ООО "РуссНефть-Брянск"мощность 5 млн. т в год (240 цистерн в сутки).При возведение данного объекта была проведена экологическая экспертиза, поставившая вопрос об организации санитарно-защитной зоны терминала с выселением жителей поселка из более чем 20 домов, попадающих в границы зоны.  Для строительства нового жилья было предоставлено 15 га земли близ железной дороги и автотрассы «Стародуб — Унеча», где был возведен жилой комплекс "Нефтяник", предназначенный для переселенцев из Жечи и работников терминала.
В ходе сооружения терминала также было возведено здание вокзала на станции Жеча

## Население
| 2010 | 2013 |
| ---- | ---- |
| 80   | ↗101 |